# Белгородский государственный художественный музей
Белгородский государственный художественный музей — художественный музей в Белгороде, открытый 26 июля 1983 года.

## История
Со дня открытия располагался в здании бывшего кинотеатра «Орион».
12 декабря 2004 года постановлением Правительства Белгородской области было принято решение о строительстве Художественной галереи.
В новом здании музей был открыт 27 ноября 2007 года.

## Здание
В настоящее время музей расположен в новом здании, построенном в стиле постмодерн, по проекту архитекторов В.В. Перцева и В.А. Турченко.

## Экспозиция
Музей насчитывает около 6000 экспонатов живописи, графики, скульптуры, декоративно-прикладного искусства, иконописи. Представлено преимущественно советское искусство XX века.
Экспозиционно-выставочная площадь — 1353 м²; временных выставок — 466,3 кв. м.